# Томікі Кендзі
Томі́кі Ке́ндзі (富木謙治, 15 березня 1900 — 25 грудня 1979) — айкідока, засновник Томікі-рю і Японської Асоціації Айкідо.

## Короткі відомості
Народився в сім'ї землевласника 15 березня 1900 року в місті Какунодате префектури Акіта, Японія.
З 1906 році вивчав кендо і техніку володіння дерев'яним мечем боккеном. Його успіхи здивували тренерів і вони порадили йому займатися дзюдо, яким він серйозно почав займатися лише у 1912 році (перші тренування дзюдо були у 10 років).
Основним місцем навчання Томікі було додзьо в університеті Васеда. А його наставником — Дзігоро Кано.
- В 1926 році Кендзі став одним з найперших учнів Моріхея Уесіби.
- В 1928 отримав 5-й дан з дзюдо у Кодокані.
- В 1935 році, разом з Хідео Оба відкрив другу школу в Какунодате
- В 1938 році відкрив при університеті Кенкоко школу айкідо.
- У 1942 році, першим серед інших учнів Уесіби отримав від нього 8-й дан. Після цього, разом з Хідео Оба за дорученням унівеситета Кенкоку відвіда Китай, де навчав бажаючих кендо, дзюдо, айкідо.
- Після повернення у 1945 році почав розвивати та пропагандувати айкідо і дзюдо на міжнародному рівні. Практично всі його учні створили свої клуби айкідо, а школа Томікі-рю з'явилася у деяких країнах Європи на двадцять років раніше за традиційне айкідо.
- В 1964 отримав 8-ий дан дзюдо у Кодокані.

На початку 60-тих років випрацьював метод змагальних тренувань Тосю Рандорі-хо, який пізніше трансформувався у сучасний метод Танто Рандорі-хо — бій людини без зброї проти людини озброєної ножем.
Томікі Кедзі помер 25 грудня 1979, маючи 9-й дан айкідо та 8-й дан дзюдо.